# Ulawun

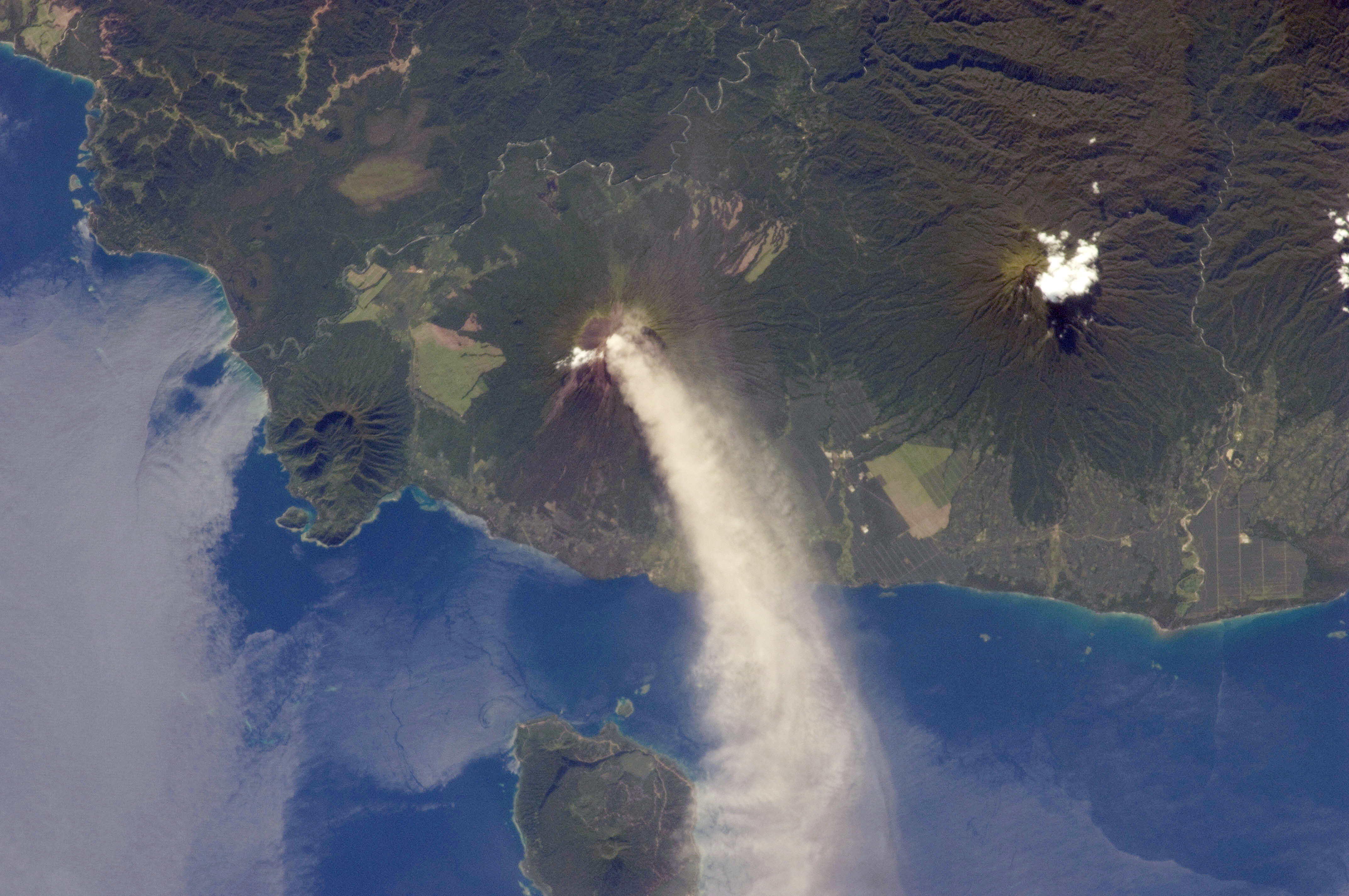
Los volcanes Bamus, a la izquierda, considerado el Hijo del Sur, cuya última erupción fue en 1886; Ulawun, el Padre, durante una fase de actividad en 2012, y Lolobau, a la derecha.

Ulawun es un estratovolcán basáltico y andesítico situado en la isla de Nueva Bretaña, Papúa Nueva Guinea, a unos 130 km al suroeste de Rabaul. 
Es la montaña más alta del archipiélago de Bismarck con 2334 metros, y uno de los volcanes más activos en Papúa Nueva Guinea. La primera erupción registrada por Ulawun fue por William Dampier en 1700. Es un estratovolcán compuesto por flujos de lava intercalada y andesita, su actividad se basa en erupciones de tipo estromboliano y pliniano desde el cráter central. Una prominente escarpa EW puede ser el resultado de un derrumbe a gran escala, los conos satelitales ocupan los flancos NW y E del volcán y un complejo de lava de flanco se encuentra al sur de este valle.

## Riesgos
Al ser 400 metros más alto que la mayoría de volcanes del Arco Volcánico de Bismarck, podría indicar que el volcán se encuentra en el límite del colapso estructural, en consecuencia , la falla masiva a un lado de la pendiente es un peligro importante en el volcán Ulawun  que podría amenazar cientos de km² de tierra circundante.
Otros peligros son flujos piroclásticos debido al crecimiento del Domo de Lava de la cumbre y la caída de ceniza.
Cerca del volcán Ulawun viven varios miles de personas por lo cual el Ulawun ha sido designado como uno de los 16 Volcanes de la Década por la IAAVCEI, una lista con los 16 volcanes más peligrosos.

## Historia
La erupción histórica más antigua conocida del volcán Ulawun fue relatada por el explorador británico William Dampier (1651-1715) en 1700. No se narraron más erupciones hasta 178 años después, cuando el comerciante australiano Wilfred Powell describió actividad en 1878. Las mayores erupciones en tiempos históricos fueron en 1915, 1970 y 1980. La de 1915 depositó 10 cm de ceniza de Toriu, a 50 km al nordeste del volcán. La de 1970, produjo nubes ardientes de flujo piroclástico y lava. Una erupción mayor en 1980 formó una columna de ceniza que alcanzó de 20 km de altura. Estas erupciones devastaron los flancos del Ulawun, produciendo largos flujos de lava andesítica y grandes modificaciones del cráter.

## Erupción de junio de 2019
Los últimos años han sido de actividad casi constante en el Ulawun, con frecuentes explosiones pequeñas, que han causado graves daños. La explosión más reciente tuvo lugar a las 7 de la mañana del 26 de junio de 2019, y se convirtió rápidamente en una erupción pliniana, en la que la ceniza ascendió hasta 19 km. Unas 5.000 personas fueron evacuadas, y los vuelos del cercano aeropuerto Hoskins fueron cancelados. El 27 de junio, había cesado la fase violenta eruptiva del volcán. Las observaciones satelitales mostraban que el yunque de la nube había formado un círculo de 150 km de diámetro en la baja estratosfera y que se había disipado rápidamente cuando la erupción había dejado de alimentarlo. La causa de que la ceniza haya desaparecido con más rapidez que en el Raikoke, que explotó la misma semana, se debe a que probablemente el grano de la ceniza sea mayor, debido a que la lava era más fluida, lo que se puso de manifiesto en los ríos de lava del inicio de la erupción.